# Tanacetum scopulorum
Tanacetum scopulorum — вид рослин з роду пижмо (Tanacetum) й родини айстрових (Asteraceae); поширений у Казахстані й Сіньцзяні.

## Опис
Багаторічна трава заввишки до 35 см, з розгалуженим кореневищем. Стебла поодинокі або скупчені, верхні частини коротко щиткоподібно розгалужені, щільно або рідко волосисті. Прикореневі листки на ніжках до 2 см і мають пластини вузько еліптичні або еліптичні, 4–8 × 1–2 см, непомітно 3-перисті, обидві поверхні зелені або блідо сіро-зелені, волосисті; первинні бічні сегменти 8–10-парні; кінцеві сегменти яйцювато-ланцетні або косо трикутні. Стеблових листків мало, сидячі. Загальне суцвіття — щиток; квіткових голів 3–6. Язичкові квітки жовті, верхівка 3- або 4-зубчаста. Сім'янки 2–2.3 мм. Період цвітіння: липень — серпень.

## Середовище проживання
Поширений у Казахстані й Сіньцзяні (Китай). Населяє гірські схили.